# 2018 en numismatique
Chronologie de la numismatique
- 2017 en numismatique - 2018 en numismatique - 2019 en numismatique

Cet article présente les faits marquants de l'année 2018 en numismatique.

## Principaux événements numismatiques de l'année 2018

### Par dates

#### Année
- -   Allemagne : émission de la ?e pièce commémorative de 2 euros du pays et 13e sur 16 de la série des Länder, consacrée au land de Berlin[1]. Sur cette pièce est représentée le château de Charlottenbourg[1].